# Los pensionados
Los pensionados é uma telenovela argentina produzida pela Pol-ka Producciones e exibida pelo Canal 13 entre 2 de fevereiro de 2004 e 5 de agosto de 2004.

## Elenco
- Damián de Santo - Tony Carballo
- Cecilia Dopazo - Vera Duarte
- Agustina Cherri - Shamira
- Marcela Kloosterboer - Florencia Morán
- Guido Kaczka - Alejandro
- Luciano Pereyra - Fernando Gutiérrez
- Sabrina Carballo - Miranda
- Walter Quiroz - Mariano
- Alejo Ortiz - diego
- Patricia Palmer - Catalina Andrade]